# 虞咸
虞咸（?—?），字號不詳。
唐玄宗開元十六年（728年）戊辰科狀元，主考官嚴挺之。同榜有賀蘭進明等二十人。不久又考取“书判拔萃科”第一。《全唐文》存其《对太宝择嗣判》一文。